# Alliiertendenkmal (Koblenz)

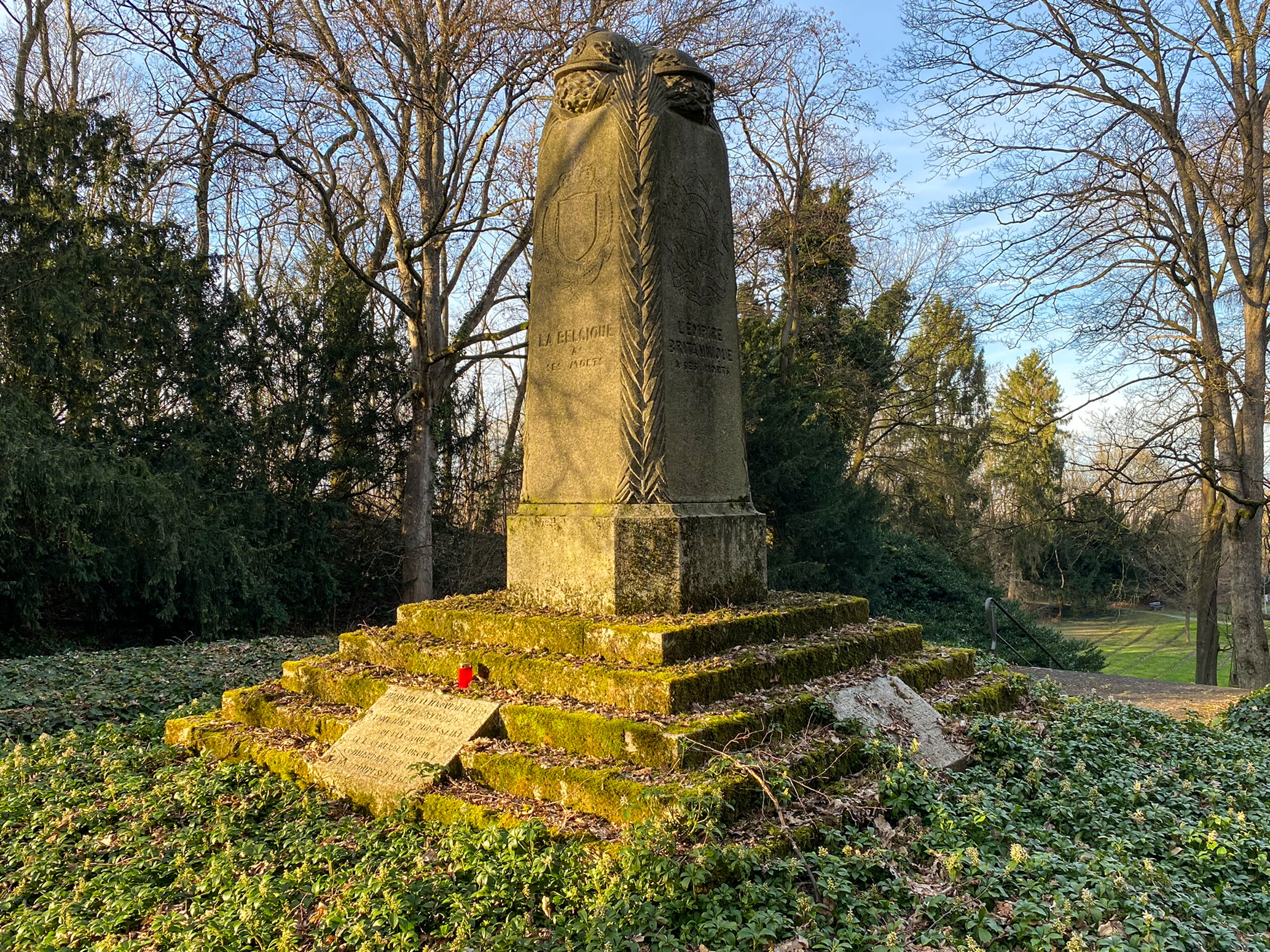
Das Alliiertendenkmal auf dem Koblenzer Hauptfriedhof, 2024

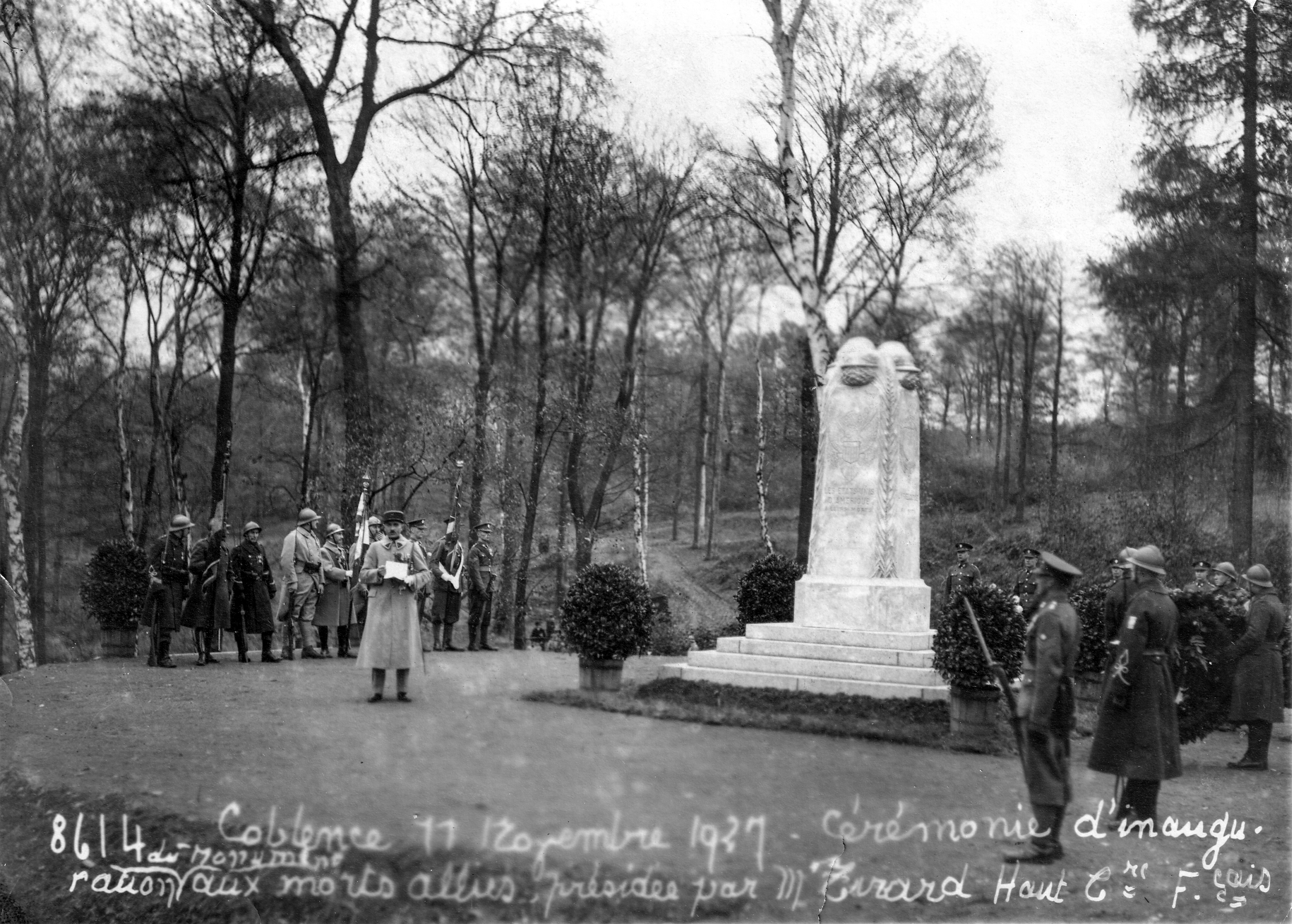
Einweihung des Denkmals am 11. November 1927

Das Alliiertendenkmal, auch Ententedenkmal genannt, ist ein Denkmal auf dem Hauptfriedhof in Koblenz. Das auf eine Initiative von Paul Tirard zurückgehende Ehrenmal ist den während der Alliierten Rheinlandbesetzung verstorbenen Angehörigen der Besatzungsmächte Belgien, Großbritannien, Frankreich und Vereinigte Staaten gewidmet.

## Geschichte

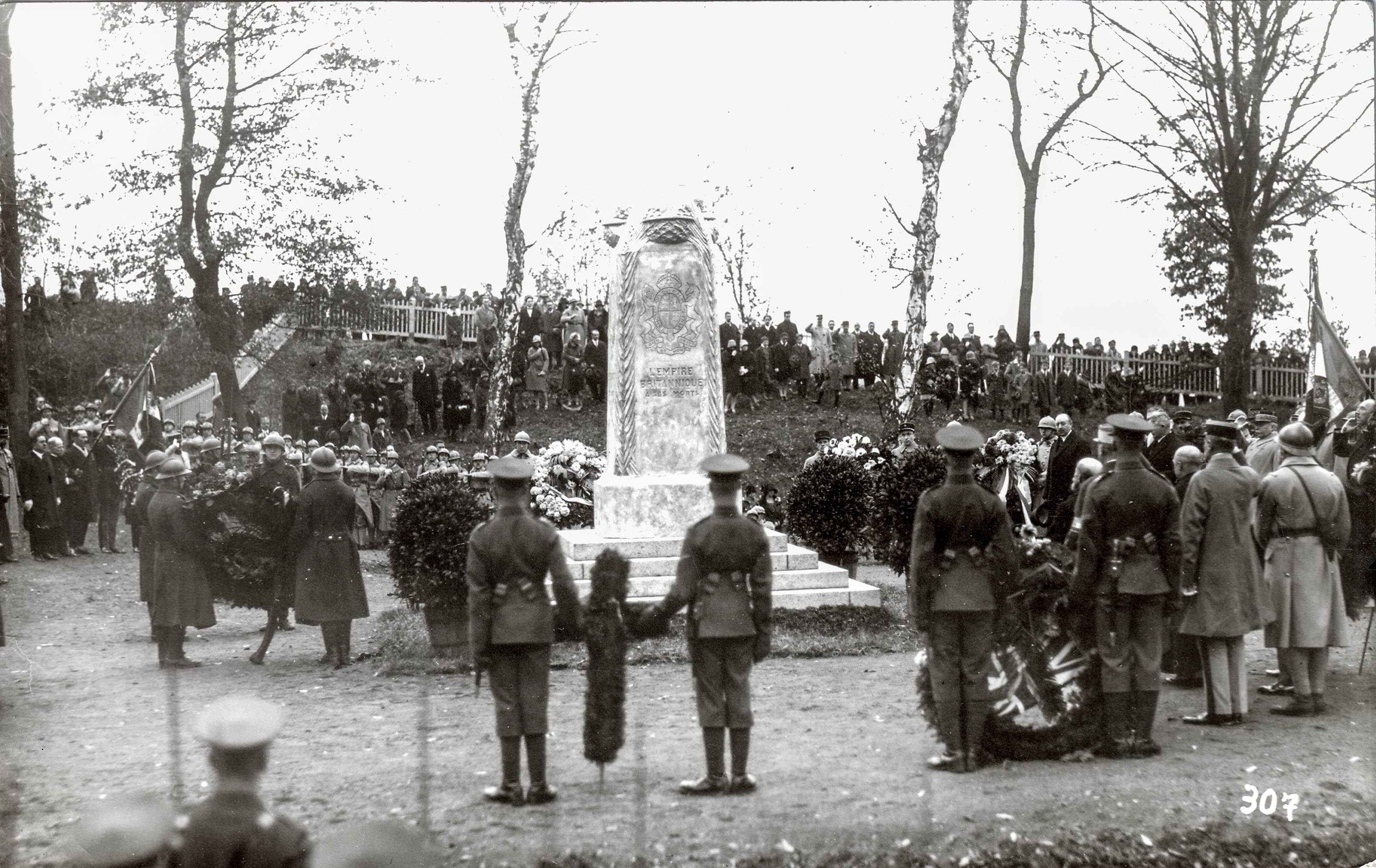
Einweihung des Denkmals am 11. November 1927 mit Paul Tirard und General Guillaumat, beide rechts im Bild

Paul Tirard informierte ca. zwei Wochen vor dem Termin den Reichskommissar für die besetzten rheinischen Gebiete, Ernst Langwerth von Simmern, von der für den 11. November um 11:00 Uhr geplanten Einweihung des Denkmals, welches die Besatzung zur Erinnerung an die hier gestorbenen Besatzungsangehörigen auf dem Franzosenkirchhof (Karthause) errichtet habe. Tirard brachte in dem Gespräch zum Ausdruck, dass auch eine Teilnahme der Stadt Koblenz und der Reichsvermögensverwaltung Koblenz als Grundeigentümerin gern gesehen würde. Dies lehnten sowohl die Stadt als auch die Reichsvermögensverwaltung ab, da zu dem Datum der die deutsche Niederlage besiegelnde Waffenstillstand abgeschlossen worden war. Stattdessen sollte am darauffolgenden Tag ein Vertreter dieser Behörden [...] je einen Kranz mit den Reichs- und Stadtfarben an dem Kriegerdenkmal niederlegen.
Anders als angekündigt trafen sich die Teilnehmer zunächst um 11:00 Uhr am Regierungsgebäude am Rheinufer, um von dort gemeinsam auf die Karthause zum französischen Friedhof zu fahren. An der Einweihung am 11. November nahmen, neben Paul Tirard, dem Oberkommandierenden der französischen Streitkräfte im Rheinland, General Guillaumat und weiteren hochrangigen Militärs, auch der britische Hochkommissar Victor Hay, Earl of Erroll sowie der belgische Hochkommissar Pierre Forthomme teil, die alle Kränze am Denkmal niederlegten. Abordnungen der drei Besatzungsmächte Frankreich, Belgien und Großbritannien übernahmen den Ehrendienst, über eine amerikanische Beteiligung an der Zeremonie gibt es keine Hinweise.
In seinem Tätigkeitsbericht für 1927 notierte Langwerth von Simmern: Erfreulicherweise beobachteten die Militärbefehlshaber bei der Feier des Waffenstillstandstages am 11. November eine gewisse Zurückhaltung. Der Tag wurde diesmal mehr als eine Gefallenen-Gedenkfeier angesehen. Dies, so der Eindruck, galt auch für die Einweihungsfeier des Alliiertendenkmals.

## Gestaltung

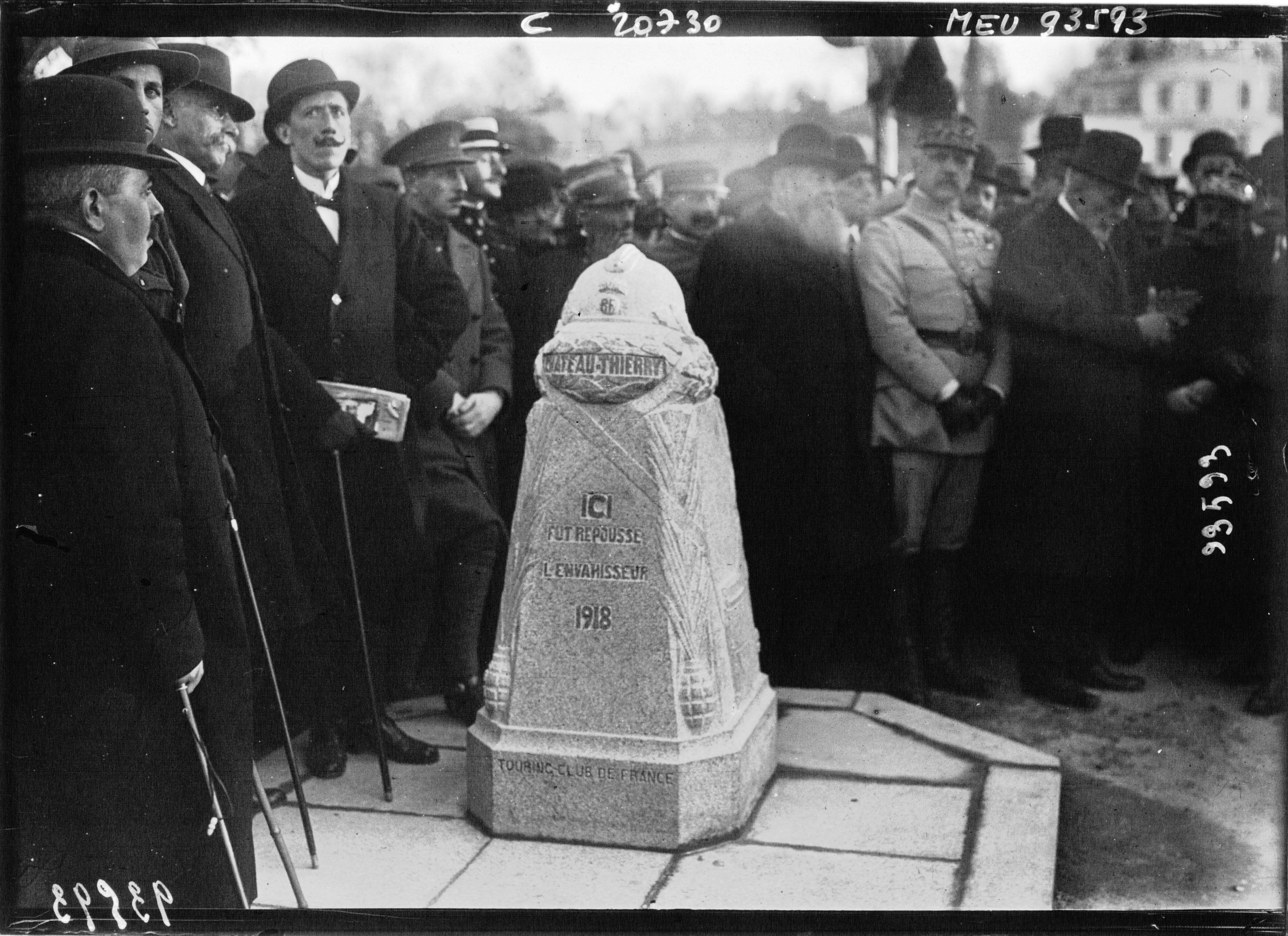
Einweihung eines Markierungspollers in Château-Thierry, 1921

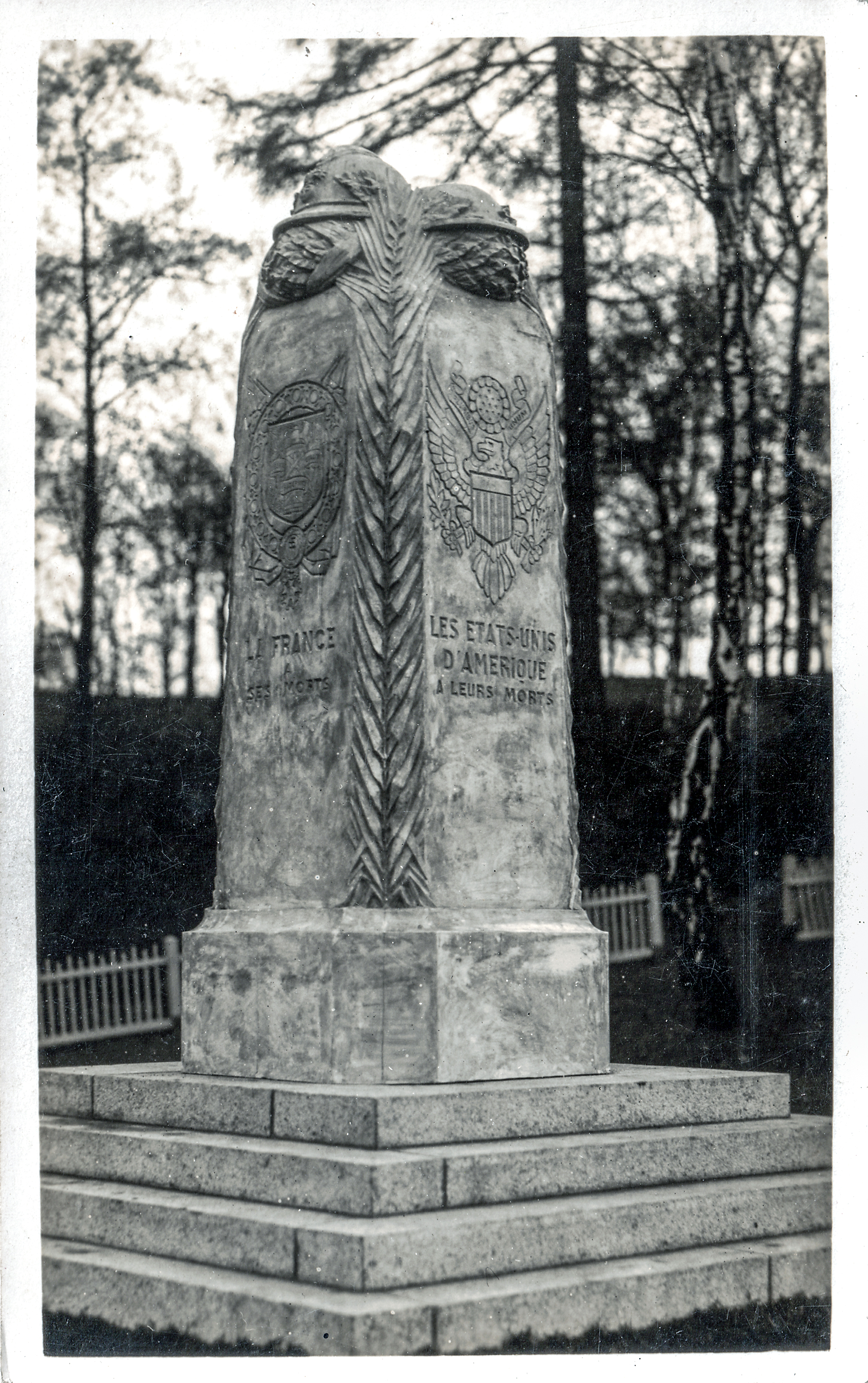
Das Alliiertendenkmal auf dem Koblenzer Hauptfriedhof, 1927

Das Denkmal wurde von dem französischen Bildhauer Paul Moreau-Vauthier entworfen. Als Vorbild dienten ihm dabei die von ihm geschaffenen sogenannten Bornes Vauthier oder Bornes du Front, eine Reihe von Demarkationssteinen (Markierungspoller), die von 1921 bis 1927 entlang des Frontverlaufs vom 18. Juli 1918 aufgestellt wurden. Das Koblenzer Ehrenmal ist, ebenso wie die Demarkationssteine, als abgeflachter Obelisk ausgeführt. Dieser zeigt auf allen vier Seiten jeweils das entsprechende Landeswappen sowie eine Widmung für die Toten der vier Besatzungsmächte Frankreich, Belgien, Großbritannien und Vereinigte Staaten von Amerika. Über der Inschrift befinden sich ein Dekor und der von Ähren gerahmte Stahlhelm des Ersten Weltkrieges des jeweiligen Landes. Der Obelisk ruht auf einem Sockel, der seinerseits auf einer umlaufenden, vierstufigen Treppe steht. An jeder Seite des Denkmals ist nach der Einweihung, jedoch spätestens bis November 1929, in der Mitte der beiden unteren Stufen eine Tafel mit einer ergänzenden Inschrift eingelassen worden. Allerdings ist die Tafel auf der amerikanischen Seite des Denkmals leer.